# Michel Caffier
Pour les articles homonymes, voir Caffier.
Michel Caffier, né le 17 juin 1930 à Boulogne-sur-Mer et mort le 10 janvier 2021 à Vandœuvre-lès-Nancy, est un journaliste, écrivain et critique littéraire français. Il est l'auteur d'une œuvre abondante centrée sur la Lorraine : romans historiques, essais et ouvrages de référence, dont le Dictionnaire des littératures de Lorraine.

## Biographie
Il a été grand reporter et critique littéraire à L'Est républicain, dont il a été rédacteur en chef adjoint. De 1986 à 2002, il est président du jury qui décerne chaque année le prix Erckmann-Chatrian à une œuvre écrite par un Lorrain ou concernant la Lorraine. Il a également présidé l'association « Goncourt, histoire et patrimoine », consacrée au souvenir des frères Goncourt dans la commune de Goncourt (Haute-Marne) qui porte leur nom.
Il meurt le 10 janvier 2021, à Vandœuvre-lès-Nancy, à l'âge de 90 ans,.

## Distinctions
- Prix Erckmann-Chatrian : lauréat en 1985
- Prix littéraire des Conseils généraux de la Région Lorraine[9] : lauréat en 1989, 1993 et 2001[10].

## Ouvrages (sélection)

### Romans
- L'Arbre aux pendus. Vie et misères de Jacques Callot,  Presses universitaires de Nancy, 1985 - Prix Erckmann-Chatrian 1985.
- Les Coches bleues, Grasset, 1990.
- La Mémoire du perroquet, Grasset, 1993.
- Le Hameau des mirabelliers, Presses de la Cité, 1998.
- La Péniche Saint-Nicolas, Presses de la Cité, 1999.
- Les Enfants du flot, Presses de la Cité, 2001.
- La Berline du roi Stanislas, Presses de la Cité, 2004.
- La Plume d'or du drapier, Presses de la Cité, 2005.
- L'Héritage du mirabellier, Presses de la Cité, 2006.
- Marghareta la huguenote, Presses de la cité, 2008.
- Le Jardinier aux fleurs de verre, Presses de la Cité, 2009.
- Porte-plumes au vent, Presses de la Cité, 2010.
- Corne de brume, Calmann-Lévy, 2011.
- La Paille et l'Osier, Calmann-Lévy, 2012.
- Les Étincelles de l'espoir, Presses de la Cité, 2013.

### Théâtre
- L'Affaire de Nancy : pièce en sept tableaux [Nancy, Théâtre de la Manufacture, 6 mars 1990], Presses universitaires de Nancy, 1990 : sur l'affaire de Nancy en 1790.

### Livres pour la jeunesse
- Il était une voix : les mascarons, Le Verger des Hespérides, 2007.
- Les Pièces d'or du téméraire, Le Verger des Hespérides, 2007.
- Qui a volé la tour Eiffel ?, Le Verger des Hespérides, 2008.

### Essais et documents
- Les Feuilles lorraines, Presses universitaires de Nancy, Serpenoise, 1983.
- Les Grandes heures de la Lorraine, Perrin, 1983.
- La Moselle : une rivière et ses hommes, Presses universitaires de Nancy, Serpenoise, 1985.
- Le Piéton de Nancy, Presses universitaires de Nancy, Serpenoise, 1987.
- Les Feuilles lorraines de la Révolution, Presses universitaires de Nancy, Serpenoise, 1988.
- La Légende du siècle : L'Est républicain, 1889-1989, Presses universitaires de Nancy, 1989.
- Meurthe-et-Moselle, Presses universitaires de Nancy, 1990.
- Nancy : entre les lignes, Presses universitaires de Nancy, 1993.
- L'Académie Goncourt, Presses universitaires de France, 1994, coll. « Que sais-je ? ».
- Les Frères Goncourt : un déshabillé de l'âme, Presses universitaires de Nancy, 1994.
- Art et littérature : le théâtre en Lorraine, Serpenoise, 1998.
- La Deuxième Vie de Léopold Poiré photographe, Metz 1879 - Nancy 1917, Éd. Pierron, 2001.
- Dictionnaire des littératures de Lorraine, Serpenoise, 2003, 2 vol.
- Place Stanislas : Nancy, trois siècles d'art et d'histoire, La Nuée bleue, 2005.
- Il était une fois la madeleine, La Nuée bleue, 2006.
- Le TGV de 8 h 47 : quinze voyages littéraires en Lorraine, La Nuée bleue, 2007.
- L'Excelsior : un siècle d'art de vivre à Nancy, Éditions Place Stanislas, 2007.
- Le Découvreur du Mississipi, Presses de la cité, 2007.
- Au Panthéon des Dames de Lorraine. Sept destins de femmes de caractère, La Nuée bleue, 2008.
- Regards sur le monde : 50 ans de reportages en Lorraine et à travers le monde, Éditions Place Stanislas, 2010.
- Petites histoires de la grande Lorraine : 50 avant J.-C.-2013, Serpenoise, 2012.